# Inírida
Inírida (vroeger Puerto Inírida) is een stad en gemeente in Colombia en is de hoofdplaats van het departement Guainía.
In 2005 telde Puerto Inírida 10.891 inwoners.